# Scionomia
Scionomia là một chi bướm đêm thuộc họ Geometridae.